# گربین
گربین (به آلمانی: Grebin) یک شهر در آلمان است که در Plön (District) واقع شده‌است. گربین ۹۸۹ نفر جمعیت دارد.